# ۱۱۹۱ (میلادی)

## رویدادها
- زمین‌لرزه همدان. لرزه نیرومندی در همدان حس شد، بی آنکه آسیبی برساند.
- وقوع نبرد آرسوف بین انگلیسیان و مصریان در جنگ صلیبی سوم.